# (19400) Emileclaus
(19400) Emileclaus ist ein Asteroid des inneren Hauptgürtels, der am 1. März 1998 von dem belgischen Astronomen Eric Walter Elst am La-Silla-Observatorium der Europäischen Südsternwarte in Chile (IAU-Code 809) entdeckt wurde. Unbestätigte Sichtungen des Asteroiden hatte es schon am 7. Oktober 1989 unter der vorläufigen Bezeichnung 1989 TJ8 am La-Silla-Observatorium gegeben.
Mittlere Sonnenentfernung (große Halbachse), Exzentrizität und Neigung der Bahnebene des Asteroiden liegen innerhalb der jeweiligen Grenzwerte, die für die Nysa-Gruppe definiert sind, einer nach (44) Nysa benannten Gruppe von Asteroiden (auch Hertha-Familie genannt, nach (135) Hertha).
(19400) Emileclaus wurde am 7. Juni 2009 nach dem flämischen Maler Emile Claus benannt, der als einer der Wegbereiter des Luminismus gilt und als ein Hauptvertreter des Impressionismus in Belgien. In der Widmung besonders hervorgehoben wird sein Gemälde Die Eisvögel von 1891.